# Lil' Golden Book
Lil' Golden Book es album debut de estudio de la cantante y productora Neozelandesa Princess Chelsea.
Fue lanzado el 2 de mayo de 2011 a través de Lil’ Chief Records en formato CD, Vinilo y Descarga Digital.
Producido por la propia Chelsea, junto a Jonathan Bree, la grabación se extendió desde 2009 hasta 2011, permitiéndole desarrollar un estilo único que fusiona indie pop y pop barroco con toques electrónicos. 
El título del álbum rinde homenaje a la serie de libros infantiles Little Golden Books y refleja la narrativa de crecer y vivir la adolescencia en Nueva Zelanda. Conocido por capturar esa combinación de ternura e inquietud (“when cute meets creepy”), el proyecto destaca también por su enfoque DIY: el folleto del álbum cuenta con 15 páginas diseñadas por Brad Fafejta, reforzando la estética personal y auténtica de la artista.
La estética DIY es un rasgo distintivo: el folleto del álbum, compuesto por 15 páginas diseñadas por el compañero de banda Brad Fafejta, refuerza ese carácter íntimo y artesanal. Además de su lanzamiento digital, Lil’ Golden Book estuvo disponible en formatos físicos como CD y vinilo, lo que permitió a sus seguidores disfrutar de una experiencia completa y coleccionable.
Críticamente, el álbum recibió elogios por su originalidad y por la forma en que combinaba melodías nostálgicas con arreglos innovadores. Temas como The Cigarette Duet se convirtieron en éxitos virales, ayudando a consolidar a Princess Chelsea como una figura relevante dentro del indie pop internacional.

## Antecedentes
El álbum se desarrolló durante casi tres años, abarcando el periodo entre 2009 y 2011. Durante este tiempo, Chelsea Nikkel, junto con Jonathan Bree, trabajó de manera meticulosa para definir un sonido que fusiona el indie pop, el pop barroco y sutiles toques electrónicos.
Su presentación es parte de su identidad. El folleto que acompaña al disco cuenta con 15 páginas diseñadas por Brad Fafejta, compañero de banda, lo que refuerza la estética personal y el enfoque “hazlo tú mismo” que caracteriza a la cantante.
Lil’ Golden Book relata, a través de sus canciones, la experiencia de crecer y vivir la adolescencia en Nueva Zelanda. Las letras, con una sencillez aparente, logran capturar las dualidades de la inocencia y la madurez, ofreciendo una narrativa que conecta lo tierno con lo inquietante (“when cute meets creepy”).
Estos antecedentes ayudaron a forjar la identidad única del álbum, que recibió elogios por su originalidad y por la forma en que combina melodías nostálgicas con arreglos innovadores, sentando las bases para el reconocimiento internacional de Princess Chelsea.

.

## Críticas
Lil 'Golden Book recibió críticas mayormente positivas. El Sunday Star Times lo nombró 'álbum de la semana' y lo describió acertadamente como 'cuando lo lindo se encuentra con lo espeluznante'. El periodista Graham Reid lo llamó "travieso y agudo" y The New Zealand Herald lo ha comparado con "dolores de crecer en el lugar más feliz de la tierra". Louder than War dijo que "el peculiar Monkey Eats Bananas es una canción palpitante y batida por la jungla que fue un gran éxito en YouTube. KittySneezes describió la voz de Nikkel como "tonos infantiles "que evocan la inocencia necesaria para que las letras simples funcionen".
Una de las canciones más populares del álbum es 'The Cigarette Duet' con voces de Jonathan Bree . El video se subió a YouTube a principios de 2011 y rápidamente alcanzó los 30 millones de visitas. Esto la llevó a aparecer en 'The New Band of the Day' de The Guardian.

## Sencillos
- "Monkey Eats Bananas" fue lanzada el 2 de junio de 2009 como una descarga digital.[6]
- "Machines of Loving Grace" fue lanzada el 18 de marzo de 2009 como un video musical con clips de la película The Neverending Story[7]
- "Too Fast To Live" fue lanzada el 11 de octubre de 2011 como una descarga digital con b-side gratis del álbum After the Moment, una versión de la canción con el mismo nombre del grupo Craft Spells.[8]
- "Ice Reign" fue lanzada el 11 de abril de 2011 como una descarga digital.[9]
- "The Cigarette Duet" fue lanzada el 9 de junio de 2011 como una descarga digital con el lado b "Positive Guy Meets Negative Man".[10]
- "Yulia" fue lanzada el 18 de febrero de 2012 como un video musical con su gato, Winston.[11]
- "The Cigarette Duet (European Tour Edition)" el 14 de mayo de 2012 como una descarga digital y como un vinilo de color rosa que incluye las canciones "The Cigarette Duet", "Positive Guy Meets Negative Man", "Goodnight Little Robot Child" y "The Cigarette Duet (Radio Edit)".[12]
- "Overseas" fue lanzada el 14 de septiembre de 2012 como una descarga digital con el lado b "Winston Crying on the Bathroom Floor" que incluía clips de su gato maullando.[13]
- "Frack" fue lanzada el 12 de diciembre de 2012 como un video musical.[14]
- "Caution Repetitive" fue lanzada el 5 de abril de 2013 como un video musical.[15]

## Lista de canciones
| N.º | Título                                  | Duración |  |
| 1.  | «Machines of Loving Grace»              | 3:17     |  |
| 2.  | «Yulia»                                 | 4:18     |  |
| 3.  | «Ice Reign»                             | 2:29     |  |
| 4.  | «Monkey Eats Bananas»                   | 3:24     |  |
| 5.  | «Caution Repetitive»                    | 3:27     |  |
| 6.  | «The Cigarette Duet» (ft Jonathan Bree) | 4:20     |  |
| 7.  | «Too Fast to Live»                      | 2:45     |  |
| 8.  | «Overseas»                              | 3:07     |  |
| 9.  | «Frack»                                 | 4:53     |  |
| 10. | «Goodnight Little Robot Child»          | 6:00     |  |
| 11. | «Ice Reign (Reprise)»                   | 3:43     |  |

## Créditos
- Jonathan Bree - Batería, guitarra, bajo eléctrico, voces en 'Cigarette Duet'
- Mahuia Bridgman-Cooper - Violín en 'Too Fast To Live'
- Lance Smith - Armónica en 'Too Fast To Live'
- James Milne - Voces en 'Overseas'